# マリ＝フィリップ・クーパン・ド・ラ・クーペリー
マリ＝フィリップ・クーパン・ド・ラ・クーペリー（Marie-Philippe Coupin de la Couperie、1773年6月11日 - 1851年12月19日）はフランスの画家である。

## 略歴
セーヴルで生まれた。弟に美術評論家になったピエール＝アレクサンドル・クーパン(Pierre-Alexandre Coupin:1780–1841)がいる。1793年からのフランス革命戦争に参加した後、セーヴルの国立磁器工場で働いた。アンヌ＝ルイ・ジロデ＝トリオゾンに学び、画家のマリー＝ヴィクトワール・ジャコット (1772–1855) の友人であった。1808年から1809年にナポレオンを題材にした磁器のデザインをした。1815年からラ・フレーシュの陸軍幼年学校で絵を教えた後、サン・シール陸軍士官学校でも教えた。
絵のスタイルは中世とルネッサンスを理想化した19世紀初頭のフランスの歴史画のスタイル「トルバドゥール様式(style troubadour)」の画家であった。フランス皇后ジョゼフィーヌ・ド・ボアルネが支援者になり、代表作の「フランチェスカ・ダ・リミニの悲恋(Les amours funestes de Françoise de Rimini)」をマルメゾン城に飾るために買い上げた。

## 作品

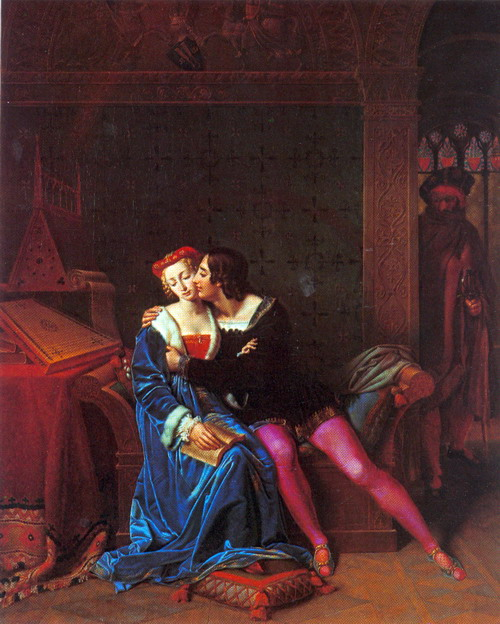
「フランチェスカ・ダ・リミニの悲恋」(1812)
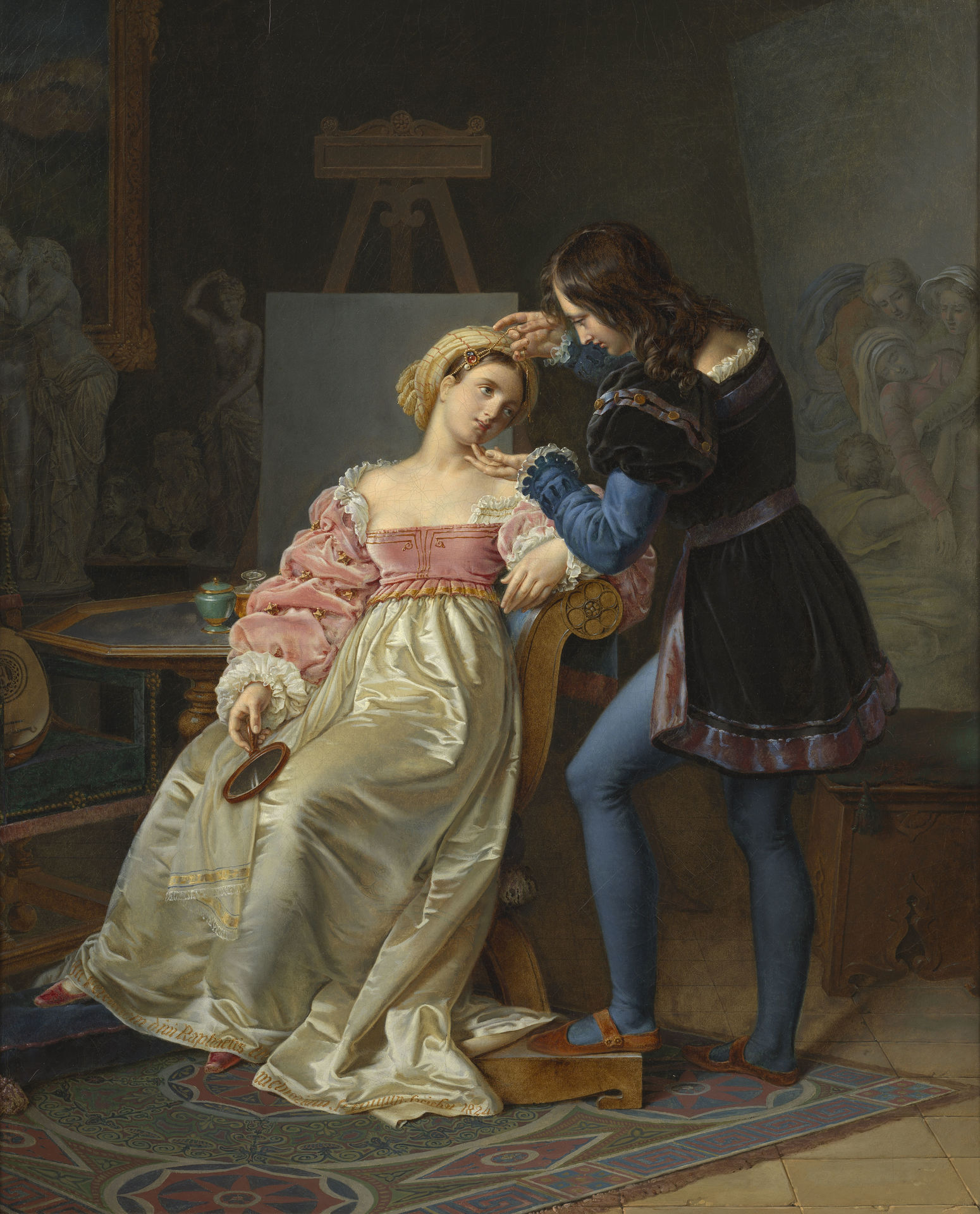
肖像画のモデルの髪を直すラファエル(1824)
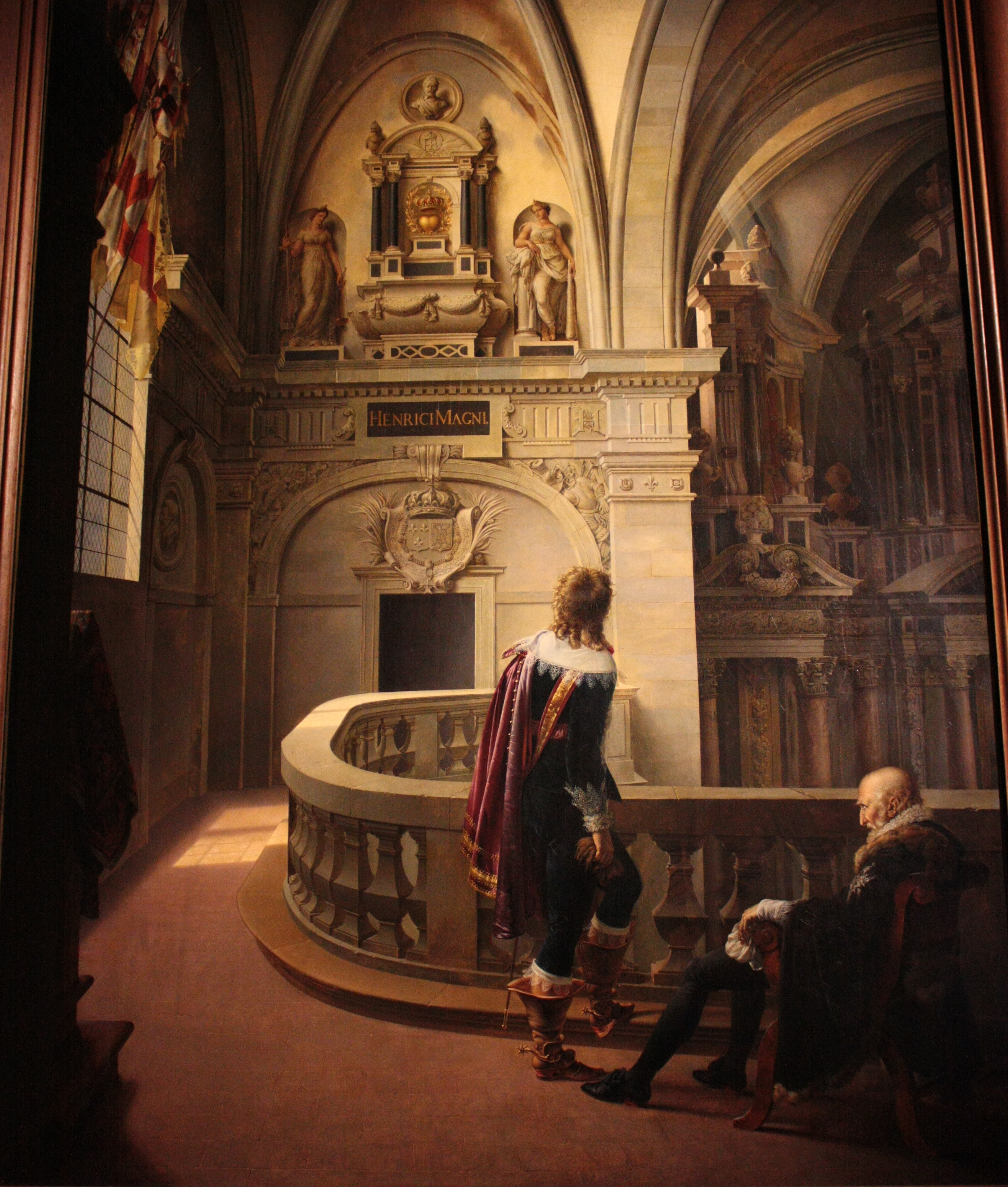
アンリ4世の墓を孫に見せるサリー公 (1819) ポー城
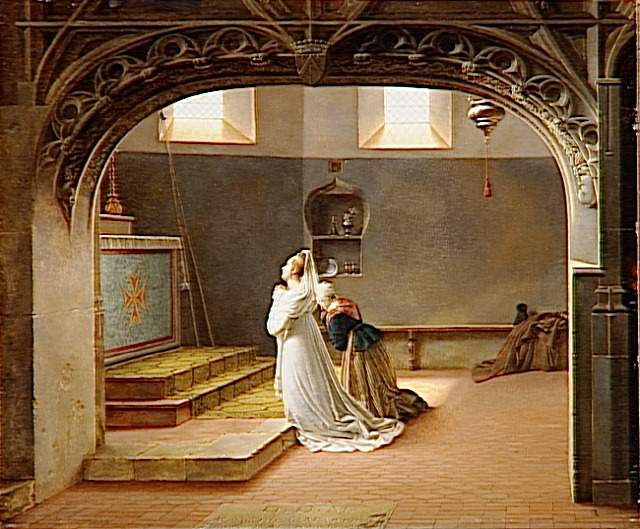
母親の回復を祈るガブリエル・ダルジュソン ルーブル美術館
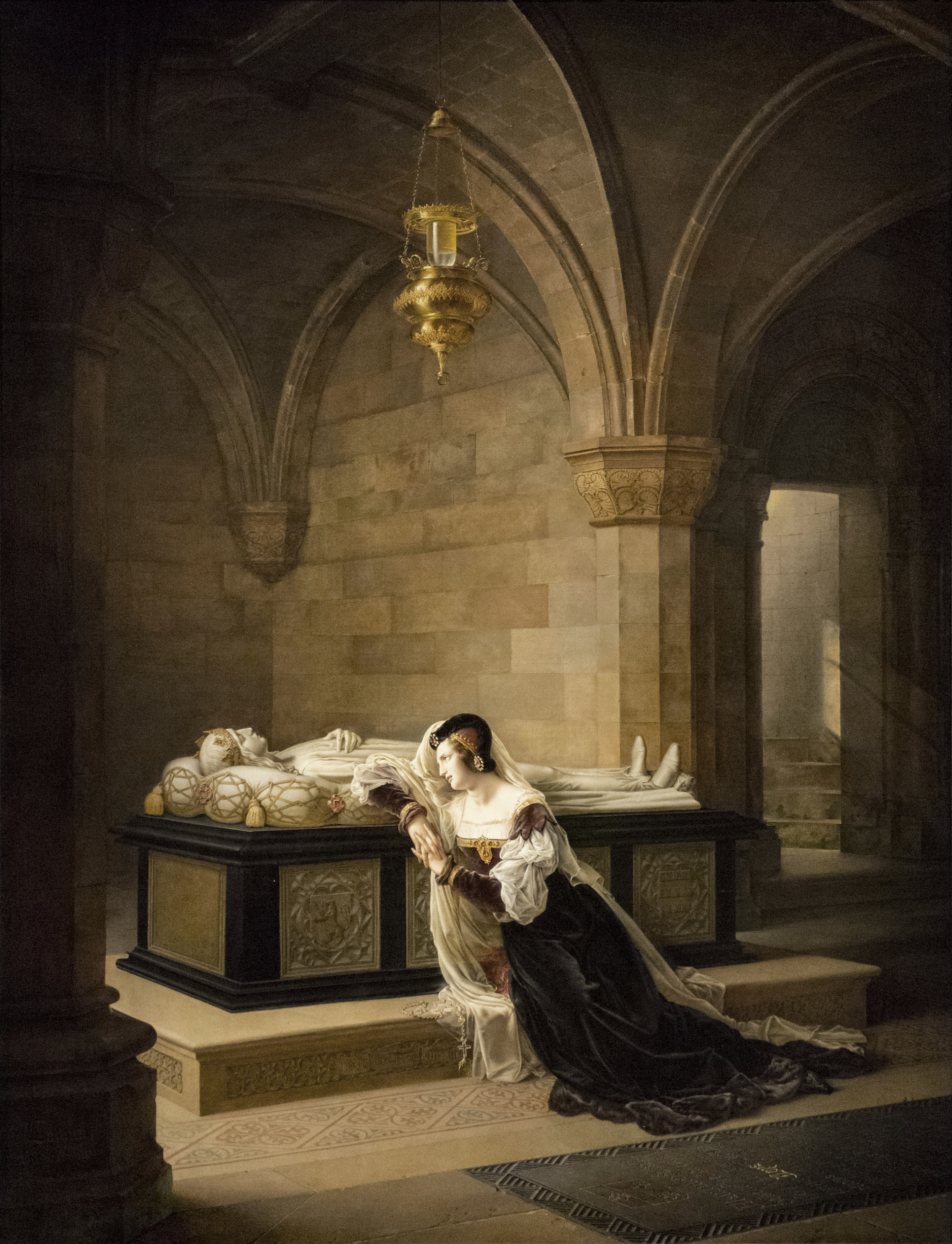
夫ルイ・オルレアンを悼むヴァレンティーヌ・ド・ミラン (1822) ブロワ城
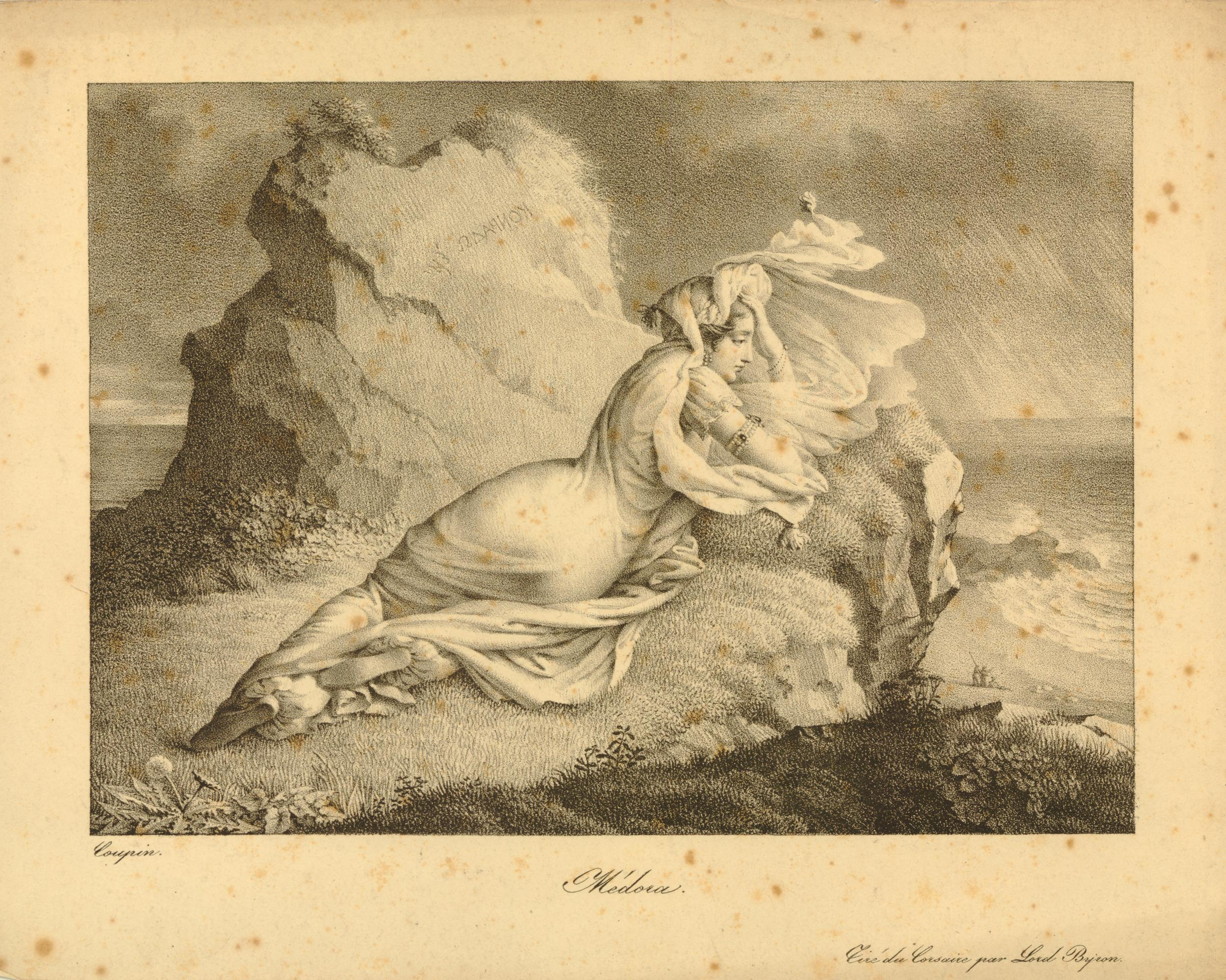
バイロンの詩の人物メドラ
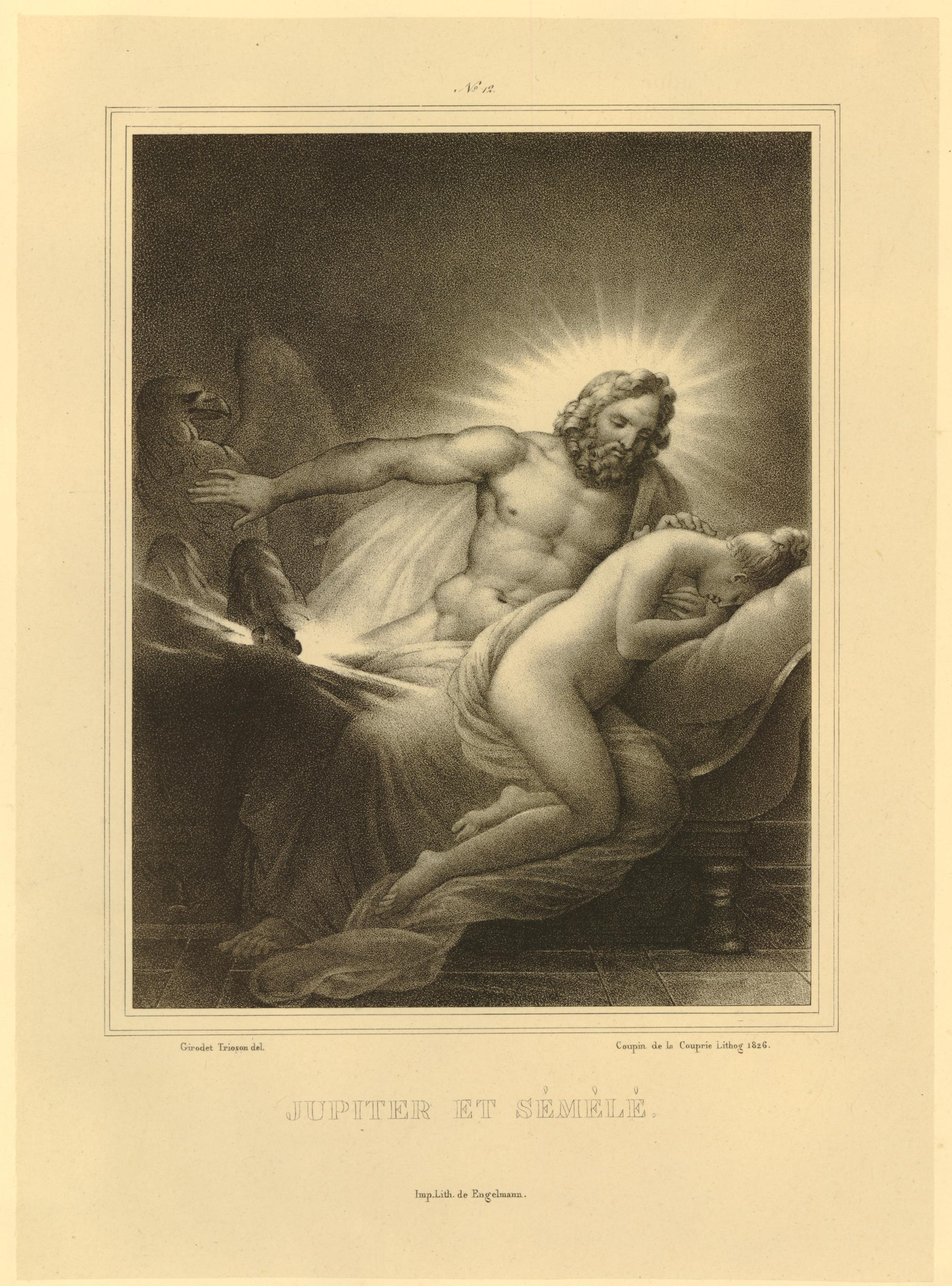
ゼウスとセレメー